# بن هکت
بن هکت (انگلیسی: Ben Hecht؛ زاده ۲۸ فوریهٔ ۱۸۹۴ درگذشته ۱۸ آوریل ۱۹۶۴) یک نویسنده اهل ایالات متحده آمریکا بود. از فیلم‌های او می‌توان به دنیای سیرک اشاره کرد.

## مرگ
هکت بر اثر سکته قلبی در خانه اش درگذشت. 